# 과메기
과메기는 주로 청어나 꽁치를 반건조한 발효 식품이다.

## 개요

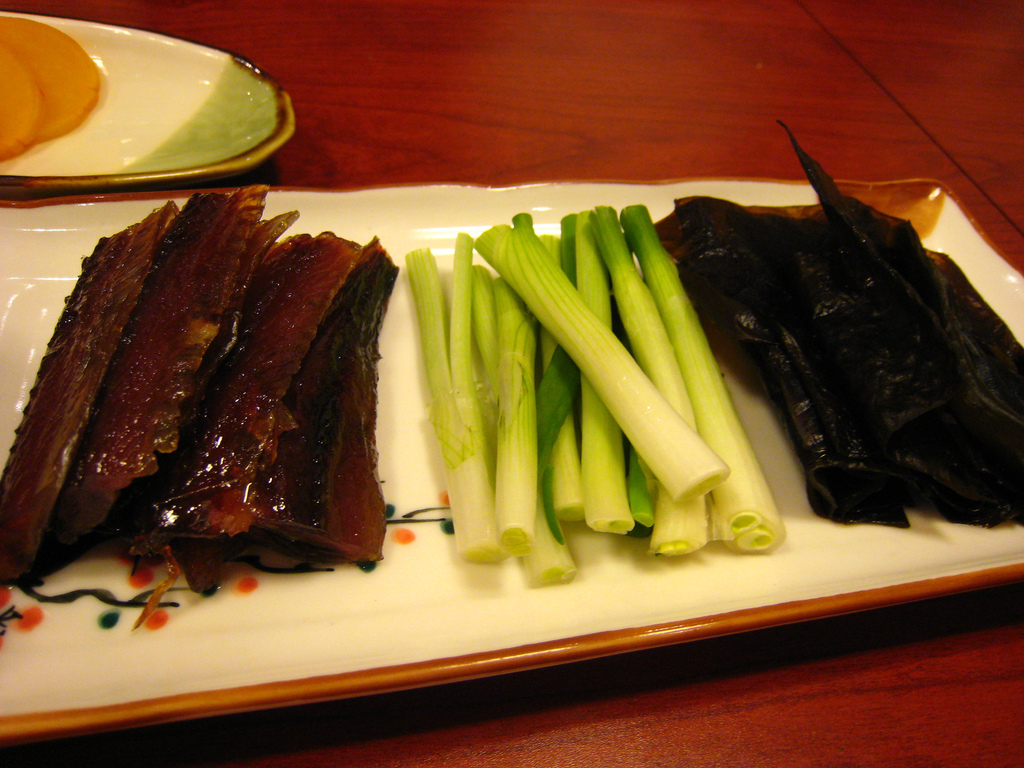
과메기와 쌈재료

한국의 동쪽 해안에서는 겨울철에 많은 양의 청어나 꽁치가 포획되었고 이를 보관하기 위해서 생선의 눈에 구멍을 뚫어 그 구멍으로 실이나 나뭇가지 등을 메달아 보관하는 관목이 과메기의 초기 모습이었다.
과메기의 재료가 되는 등푸른 생선은 불포화 지방산인 DHA와 EPA이 풍부하며 비타민 E를 다량 함유하고 있다.
생선 비린내도 심하고, 딱딱해 과메기는 호불호가 많이 갈리는 음식 중 하나다. 과메기를 먹는 방법으로는 생미역과 김을 싸서 먹는 방법과 쌈채소를 함께 곁들여 먹는 방법이 보편적이다.

## 유래
역사적으로 과메기에 대한 직접적인 언급은 없으나, 1809년 살림 및 요리책인 규합총서에서 과메기로 짐작되는 내용이 적혀있다.‘비웃(청어)을 들어보아 두 눈이 서로 통하여 말갛게 마주 비치는 것을 말려 쓰는데 그 맛이 기이하다.’는 대목이다. 관목이라는 물고기가 있는데, 이 물고기가 과메기의 기원이라는 것이다. 관목을 부엌 천장에 매달아 훈연 한 후 익혀먹는다고 설명한 <규합총서>의 내용이 과메기를 만들던 전통 방식과 흡사해 근거에 힘이 실리고, 일각에서는 관목이 꽁치라는 주장도 존재한다.
여지도서에서 영일현의 산물이 청어이며 공물로 관목을 바쳤다는 기록이 있다. 여기서 관목이 후에 관메기, 과메기가 되었다고 짐작된다.
1918년 발행된 <소천소지(笑天笑地)>라는 이야기책에는 동해안의 한 선비가 한양으로 가던 길에 배가 고파 바닷가 나뭇가지에 눈이 꿰인 채로 말려진 청어를 먹었는데, 그 맛이 아주 좋아서 이후로도 겨울마다 청어를 말려먹은 것이 과메기의 기원이 되었다고 적혀있다.
영일만에서는 주로 청어로 과메기를 만들었으나 1960년대 이후 꽁치가 많이 잡히자 주로 꽁치로 과메기를 만들었다. 회나 구이로 먹고 남은 것을 새끼줄로 엮어 바닷가나 부엌에 내장과 등뼈를 제거하지 않은 채로 보관하여 먹었다. 포항, 영덕, 구룡포의 향토음식이었던 과메기가 다른 지역으로 알려진 건 진공 포장과 운송 방법이 개발되고 과메기의 영양가가 알려진 1990년대 이후이다.

## 사진

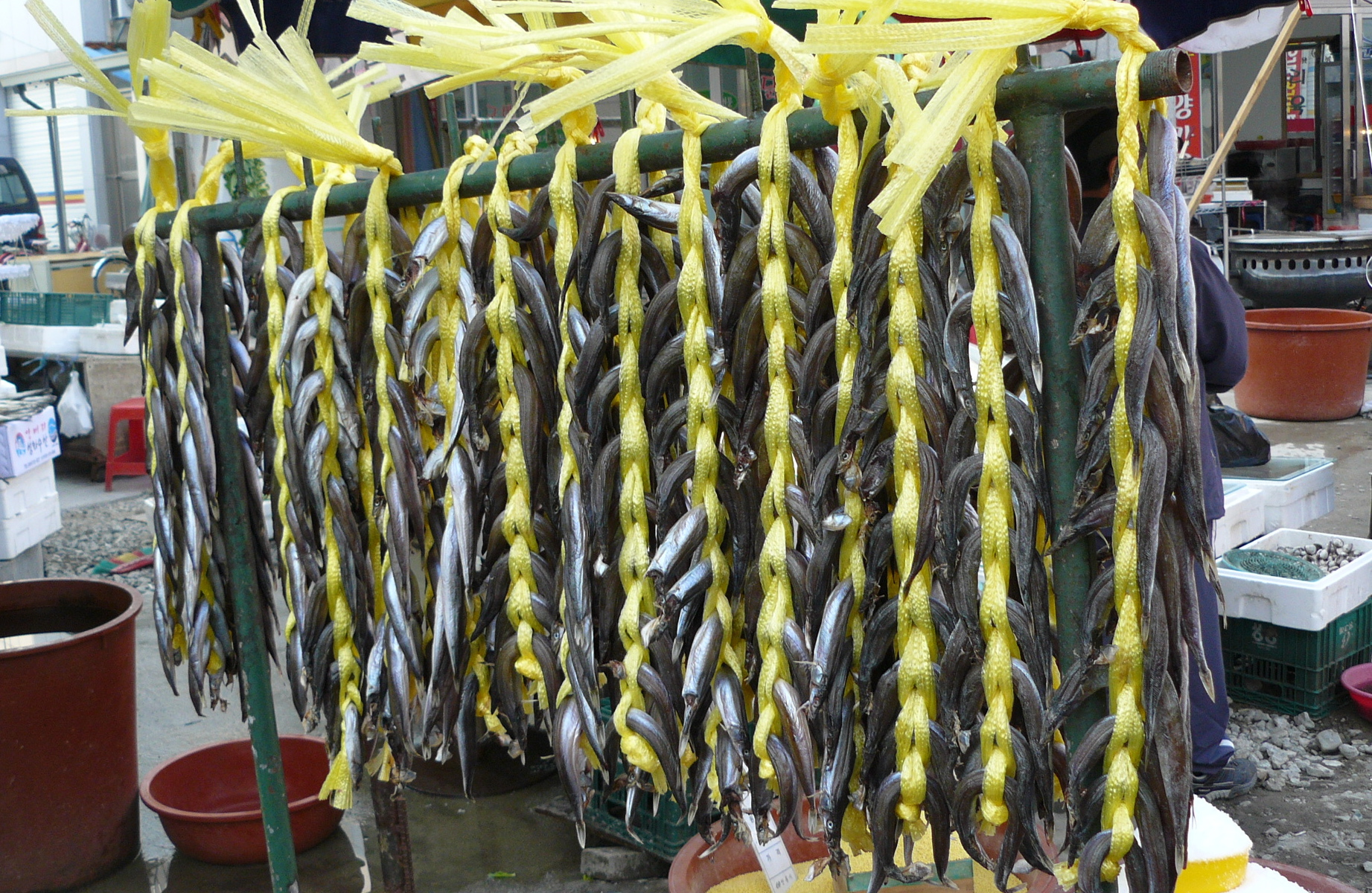
건조중인 과메기

## 같이 보기
- 회
- 한국 요리
- 청어
- 꽁치